# 阿玛迪奥王子号铁甲舰
“阿玛迪奥王子”号铁甲舰（Principe Amedeo）是意大利皇家海军于19世纪60至70年代建造的一艘铁甲舰。本舰是阿玛迪奥王子级铁甲舰的首舰，有一艘姊妹舰“帕莱斯特罗”号。“阿玛迪奥王子”号于1865年开工，1872年下水，1874年底竣工。舰载武器包括6门10英寸（254）炮和1门11英寸（279）炮。作为意大利舰队中最后一批装备帆装的铁甲舰，本舰只装有一台蒸汽机，能够以略高于12節（22每小時；14英里每小時）的速度航行。
“阿玛迪奥王子”号漫长建造时间使得它在服役时就已经过时了。因此，该舰主要作为意大利海外帝国的驻地舰使用。1881年11月，本舰在那不勒斯的一场风暴中与铁甲舰“罗马”号相撞。1888年，“阿玛迪奥王子”号退役，并改装为塔兰托防御舰只的司令舰。她于1895年从海军名册中除名，此后被用作供应船，直到1910年被拆解报废。

## 设计
“阿玛迪奥王子”号垂线长度为79.73（261英尺7英寸），舷宽17.4（57英尺1英寸），平均吃水深7.9（25英尺11英寸），常规排水量为5,761長噸（5,853公噸），满载时排水量为6,020長噸（6,120公噸）。舰上的上层建筑规模较小，主要是前部的小型指挥塔组成。一般配备有548名官兵。
本舰的推进系统由一台单胀蒸汽机组成，驱动一具螺旋桨，蒸汽由6座圆柱形燃煤火管锅炉提供，蒸汽通过位于指挥塔正后方的单根烟囱排出。“阿玛迪奥王子”号的发动机可以输出6,117匹指示馬力（4,561千瓦特），最高时速为12.2節（22.6每小時；14.0英里每小時）。在10節（19每小時；12英里每小時）航速下，本舰可以航行1,780海里（3,300；2,050英里）。为补足蒸汽机动力，舰上采用三根桅杆的巴克帆装。“阿玛迪奥王子”号及其姊妹舰是意大利建造的最后一批采用巴克帆装的铁甲舰。
“阿玛迪奥王子”号主炮组为6门10英寸（254）火炮，都安装在舰舯部的装甲炮廓内，每侧各装有3门。1门11英寸（279）炮被安装在舰首位置，作为舰首炮。副武装则是6门74（2.9英寸）炮以及6挺机枪。本舰由221（8.7英寸）厚延伸整个舰体长度的水线装甲带防护。炮廓装设有140（5.5英寸）厚铁板防护，小型的指挥塔外装61（2.4英寸）铁质装甲板防护。

## 服役历史

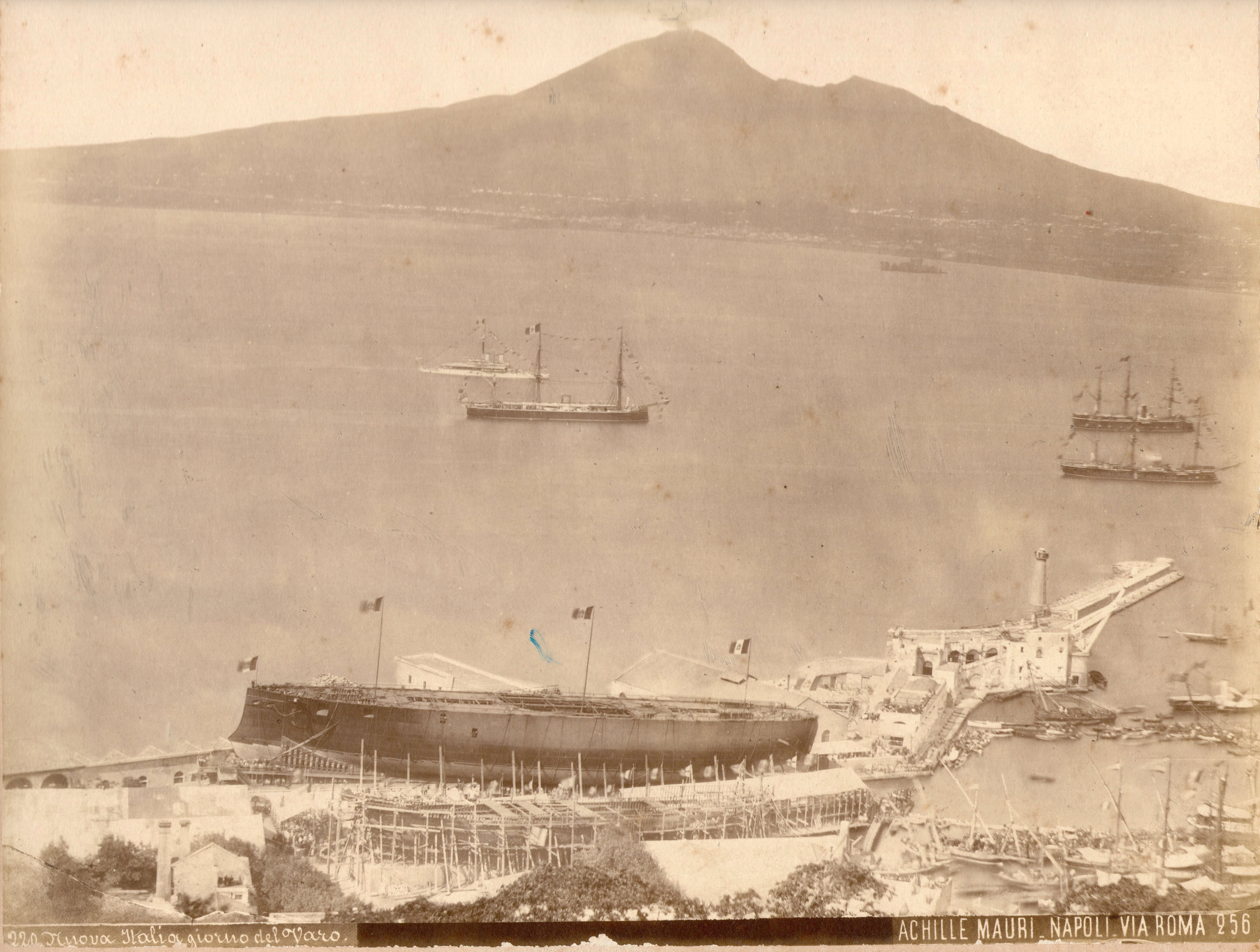
1880年，“阿玛迪奥王子”号（背景右侧）出席意大利铁甲舰的下水仪式。在场的其他舰船包括意大利的（位于“阿玛迪奥王子”号前方）和英国的与（背景中央）。

“阿玛迪奥王子”号于1865年8月在拉斯佩齐亚兵工厂安放龙骨，完工的舰体于1872年1月15日下水。舾装工作进展非常缓慢，最终于1874年12月15日完工。完工时，“阿玛迪奥王子”号已过时，主要服务于意大利在19世纪80年代开始逐步建立的殖民帝国。在其整个服役生涯中，本舰偶尔会参加意大利主力舰队的训练演习。
1879年6月25日，“阿玛迪奥王子”号在里波斯托附近与意大利轮船“地中海”号（Mediteranee）相撞，两者均受损。此后“阿玛迪奥王子”号被送往那不勒斯进行维修。1880年9月29日，“阿玛迪奥王子”号参加了意大利铁甲舰“意大利”号的下水仪式。同时在场的还有意大利铁甲舰“玛利亚·皮亚皇后”号、国王翁贝托一世乘坐的游艇，以及乔治·特莱恩率领的英国皇家海军地中海舰队铁甲舰“君主”号和“雷神”号。当时，“阿玛迪奥王子”号悬挂的是海军中将马蒂尼的旗帜。1881年11月初，“阿玛迪奥王子”号正停泊在那不勒斯，一场猛烈的风暴将铁甲舰“罗马”号从锚地吹走并撞上了“阿玛迪奥王子”号，但两舰在碰撞中均未严重受损。
在1885年举行的意大利海军年度舰队演习中，“阿玛迪奥王子”号担任“东方舰队”的旗舰，由海军少将奇维塔指挥。与其一起参战的还有装甲舰“卡斯特尔菲达多”号、轻巡洋舰“亚美利哥·韦斯普奇”号、一艘单桅帆船和四艘鱼雷艇。在演习中，“西方舰队”负责攻击防守的“东方舰队”，以此模拟法意之间爆发冲突的可能性。演习就在撒丁岛附近进行。演习中“阿玛迪奥王子”号被铁甲舰“卡约·杜里奥”号迫使“投降”。
从1888年至1889年，“阿玛迪奥王子”号被用作塔兰托防御部队的司令舰。此时，本舰已经改装为6门2.9英寸（74）火炮用于近距离防御，此外还有2具鱼雷发射管。1895年3月28日，“阿玛迪奥王子”号被从海军名册中除籍，此后被用作塔兰托的弹药供应船并最终于1910年被拆解报废。

## 脚注

### 引文
1. ↑  . Marina Militare.   [2021-03-19]. （原始内容存档于2021-04-27）.
2. ↑  李昊 (2019)，第310頁.
3. ↑  章骞 (2013)，第102頁.
4. ↑  张恩东 (2018)，第238頁.
5. 1 2 3 4 5 6  Fraccaroli (1979)，第340頁.
6. ↑  李昊 (2019)，第110-111頁.
7. 1 2  Ordovini, Petronio & Sullivan (2014)，第358頁.
8. ↑  Pakenham (1992)，第280頁.
9. ↑  . Daily News (10366) (London). 10 July 1879.
10. ↑  Fitzgerald (1897)，第163頁.
11. ↑   (PDF). The New York Times. 23 November 1881  [2024-06-15]. （原始内容存档 (PDF)于2022-11-06）.
12. ↑  Brassey (1886)，第141, 144頁.
13. ↑  Clowes (1905)，第376頁.

## 期刊来源
- Brassey, Thomas (编). . The Naval Annual (Portsmouth: J. Griffin & Co.). 1886. OCLC 896741963 （英语）.
- Ordovini, Aldo F.; Petronio, Fulvio; Sullivan, David M. . Warship International. Vol. 51 no. 4. 2014-12: 323–360. ISSN 0043-0374.